# Албертс, Шак
Жак Антон (Шак) Албертс (нидерл. Jacques Anton "Sjaak" Alberts; 27 февраля 1926, Арнем — 21 июля 1997, Гаага) — нидерландский футболист, игравший на позиции защитника. Наиболее известен как игрок клуба «Витесс», в составе которого выступал на протяжении десяти сезонов.
Начинал карьеру в клубе «Герлия» из Велпа, а в возрасте 16 лет дебютировал в основном составе «Витесса». В сентябре 1953 года был исключён из первой команды «Витесса» из-за физического и психологического состояния. Спустя пять месяцев после конфликта с футболистом руководство клуба провело внеочередное общее собрание, на котором 20 членом клуба высказали недовольство с административной политикой клуба, в особенности с отстранением бывшего капитана Шака Албертса.
В составе сборной Нидерландов сыграл пять матчей — участник Олимпийских игр 1952 года.

## Личная жизнь
Жак Антон родился в феврале 1926 года в городе Арнем. Отец — Якоб Алберт, был родом из Редена, мать — Йоханна Гертрёйда Хендрикс, родилась в Арнеме.
Его сестра вышла замуж за футболиста Кора Дама, который также выступал за «Витесс».
Умер 8 июля 1997 года в возрасте 71 года в городе Гаага. Похоронен в Арнеме на кладбище Москова.

## Матчи и голы за сборную
| № | Дата            | Оппонент              | Д / Г | Счёт | Голы | Соревнование          |
| - | --------------- | --------------------- | ----- | ---- | ---- | --------------------- |
| 1 | 6 апреля 1952   | Бельгия               | Г     | 4:2  | —    | Товарищеский матч     |
| 2 | 14 мая 1952     | Швеция                | Д     | 0:0  | —    | Товарищеский матч     |
| 3 | 16 июля 1952    | Бразилия              | Д     | 1:5  | —    | Олимпийские игры 1952 |
| 4 | 19 октября 1952 | Бельгия               | Г     | 2:1  | —    | Товарищеский матч     |
| 5 | 15 ноября 1952  | Англия (любительская) | Г     | 2:2  | —    | Товарищеский матч     |

1. ↑  Не является официальным товарищеским матчем ФИФА.

Итого: 5 матчей / 0 голов; 2 ничьи, 3 поражения.